# Valle Padusa
La valle Padusa fu una vastissima area paludosa che dall'Alto Medioevo al XVII secolo si estese a nord e a sud del basso corso del Po (Padus in latino). 
L'estesa area valliva occupava tutto il Delta del Po ed arrivava, a sud, fino alle Saline di Cervia. 

## Geografia
Al tempo dei Romani alla destra del Po si estendevano vaste aree boschive. Nei secoli VII-IX il territorio subì mutamenti profondi. I fiumi, con il loro impetuoso corso torrentizio, esondarono più volte trasformando i boschi in paludi. Si creò una rete che si estese dalla destra del Po fino alle Saline di Cervia.

L'azione dell'uomo volta a bonificare l'area iniziò nel XV secolo con l'arginatura del fiume Santerno. L'opera proseguì per tutto il periodo del governo pontificio e, più massicciamente, nel XX secolo. Le aree sommerse furono isolate e poi bonificate una ad una. L'opera di bonifica condotta dall'uomo ha ridotto notevolmente le sue dimensioni. Oggi quello che rimane della Padusa sono le valli di Comacchio.

## Idrologia
La Padusa fu un esteso sistema di valli che si formò alla destra del Po di Primaro. In età antica il Reno confluiva nel Po ad ovest della valle. Sin dall'antichità i fiumi che scendono dall'Appennino romagnolo hanno un corso rettilineo che punta in direzione del Primaro. Essi sono: il Sillaro, il Santerno-Senio, il Ronco e il Montone. Il Lamone, invece, al tempo dei Romani terminava il suo corso dentro le mura di Ravenna, dove si gettava nel Padenna, ramo meridionale del Po di Primaro. Gli impaludamenti avvenivano per la difficoltà di detti fiumi di poter entrare nel Po: essi, non riuscendo a sfociare nel grande fiume poiché il piano di campagna era più basso, si esaurivano nella Padusa. Il continuo apporto di detriti argillosi faceva alzare il letto di questi fiumi che, quando andavano in piena, spagliavano nelle valli. 
Questi specchi d'acqua formarono un vasto sistema vallivo di transizione fra terraferma e mare che si protrasse dall'antichità all'età moderna. Alcune valli erano navigabili e permettevano di raggiungere il Mare Adriatico. Nell'Alto Medioevo, nei territori incolti situati immediatamente a sud delle valli, si formò una foresta che si estese fino ad arrivare a circa 10 km dalla via Emilia. La foresta copriva un'area dalla forma triangolare, i cui vertici erano massa S. Pauli (insieme di fondi oggi ricompresi nel comune di Massa Lombarda), Granarolo faentino (10 km nord di Faenza) e le Valli a nord di Ravenna. Ne sono testimonianza i toponimi di San Lorenzo in Selva e di San Bernardino in Selva, a settentrione di Lugo, e della pieve di S. Pietro in Sylvis (che porta tuttora questo nome), vicino a Bagnacavallo.
Alcuni storici ritengono che la foresta sia da identificare con la magnum forestum oggetto della donazione, nel 743, del re longobardo Liutprando al vescovo di Faenza.
Una carta del 1568 (vedi immagine), conservata negli archivi municipali di Ferrara, cita: Laguna antica del Po nominata Padusa, quale, secondo l'itinerario d'Antonino inferito da Gasparo Sardi, estendevasi da Nonantola sino à Ravenna in longheza di miglia 60 e secondo il Prisciano in larghezza di uno, e più miglia.
Oggi l'habitat dell'antica Padusa sopravvive a Comacchio e nelle riserve naturali protette, come l'oasi di Valle Santa di Campotto (Argenta) e l'oasi di Punte Alberete (situata tra i lidi ravennati di Marina Romea e di Casal Borsetti), una delle ultime foreste planiziali d'Europa, nonché la più estesa d'Italia.

## Attività umane
Le numerose isole che emergevano in mezzo alla palude furono sede di comunità umane fin dalla preistoria. I primi abitanti di questa vasta area mangiavano radici, erbaggi, frutti selvatici, latte, pesci e cacciagione. A causa della conformazione del terreno, caratterizzato da vaste distese d'acqua, vivevano in molti piccoli centri isolati, ciascuno dei quali conduceva una vita più o meno indipendente dagli altri. Le loro capanne erano costruite con i materiali che la natura offriva: legni, canne, erbe secche, fango. Queste abitazioni erano di palis atque virgultis, coperte di canne palustri, come la pavíra (it. carice), uso che, in qualche raro caso, si è protratto fino all'inizio del XX secolo.
Nel XIX secolo gli abitanti delle valli traevano in loco i loro mezzi di sussistenza: col legno del pioppo (chiamato bdol o albaràz) costruivano le capanne , gli utensili per il lavoro, le sedie e i mobili; con quello di faggio costruivano le battane (barche a fondo piatto indispensabili per la pesca in laguna); col legno di acacia fabbricavano cucchiai, mestoli, manici da scopa; con le erbe palustri impagliavano le sedie, le sporte e le stuoie; dai vimini (i venc), una volta separati dalla corteccia, si ricavavano canestri e cestelli. Infine, dalla saggina si fabbricavano le scope (al garnè).
Sui confini tra le valli e la terraferma sorsero piccoli, ma attivi scali portuali. Di tali porti vallivi, numerosi soprattutto tra X e XIII secolo, è rimasta testimonianza nel toponimo Portomaggiore. Gli scali erano collegati alla via Emilia tramite strade ortogonali ricalcate sul tracciato degli antichi kardines. Più a sud di Portomaggiore si avevano i porti vallivi di Caput Silicis, Petredulo, Liba e castrum Bagnacaballi, nei quali sbarcavano merci e uomini provenienti da Argenta, Ferrara, Sant'Alberto e Ravenna.

Sulle isole le famiglie nobili di Ferrara edificarono, in un periodo che va dalla fine del Trecento a metà del Cinquecento, le proprie residenze estive.
Le principali attività economiche che svolgevano gli abitanti delle valli erano due: pesca e coltura di piante vallive (tife per sedie, sporte e stuoie; giungo busmarolo, giunchetto; canne palustri). L'arte della pesca veniva eseguita: col tramaglio (reti in verticale); con le nasse (piccole gabbie in vimini o giunchi); col cogollo (rete cilindrica sostenuta da cerchi di vimini) e con la fiocina (a tre o cinque punte).

### La bonifica
(Mario Tabanelli, Questa è la Massa)
La bonifica delle paludi è cominciata con la diversione del corso del Santerno. Nel 1460, quando la Bassa Romagna entrò nell'orbita della signoria estense di Ferrara, il corso del fiume fu inalveato. Rimase da risolvere il problema dello spagliamento nelle valli a nord di Lugo. Per evitare lo spagliamento, fu modificato il corso del fiume, che fu deviato in località San Lorenzo in Selva e condotto nel Po di Primaro (1534). Successivamente vennero fondati i villaggi di San Bernardino in Selva, Frascata e Giovecca.
Nel XVI secolo furono realizzate tre grandi opere di bonifica con il sistema della colmata:
- 1531: bonifica Clementina (da papa Clemente VII), con la colmata dello stagno di Palazzolo ed il completo prosciugamento della Valle Bartina[8];
- 1578: bonifica Gregoriana (da papa Gregorio XIII). L'area interessata dai primi due interventi raggiunse gli 11 500 ettari complessivi, sparsi per un terzo attorno alla valle di Mezzano e Sant'Alberto e per due terzi lungo lo spalto orientale del Lamone, fino alle Mandriole[9];
- 1604: bonifica Maggiore, cosiddetta perché ebbe una portata più ampia di quella, tipicamente locale, delle due precedenti[8]. I due precedenti interventi erano riusciti, ma l'assetto idrografico appena stabilizzato non sarebbe durato a lungo se non fosse stato accompagnato da un intervento complessivo sui fiumi. La bonificazione maggiore fu organizzata in due fasi:
  - irregimentazione dei fiumi che solcavano la pianura (acque alte). Furono innalzati centinaia di km di argini; Senio e Lamone furono portati artificialmente a confluire nel Po di Primaro;
  - realizzazione, a lato dei terreni, degli scoli di drenaggio delle acque basse. Nel 1612 fu realizzato il cavo della Bastia, detto poi anche cavo della Bonificazione, che cambiò corso al canale Zaniolo[10].

- Bonifica valle Fenaria: Camerlona, Mezzano e Savarna (Piangipane, Santerno e Villanova di Bagnacavallo erano ai suoi confini).
- Bonifica valle di Longana: San Bartolo, Villanova di Ravenna e San Marco.

L'intervento era oggettivamente difficile per la sua complessità, ma i lavori furono ulteriormente complicati dalla mancata collaborazione delle città di Ferrara e Ravenna. Una città bloccò l'altra per evitare che la rivale traesse troppi vantaggi dalle opere di bonifica. Risultato: l'opera ebbe successo parziale. Tra la fine dei Seicento e il Settecento i fiumi ruppero di nuovo gli argini; la mancanza di un'adeguata rete di scolo nei campi fu causa del periodico ristagno delle acque per alcuni mesi dell'anno. Il fenomeno si ripeté fino alla prima metà del Settecento, quando ripresero i lavori.
Scopo principale del secondo ciclo di interventi fu la bonifica delle Valli a destra del Po di Primaro. Alla metà del secolo tutta l'area a destra del Primaro (che riceveva le acque di Senio e Lamone) era ripetutamente soggetta a inondazioni. La causa principale era il fatto che l'argine destro (lato Ravenna) era più basso di quello sinistro (lato Ferrara), quindi se il fiume era in piena l'acqua inondava sempre la pianura ravennate. Era impensabile bonificare il territorio ravennate senza aver prima innalzato l'arginatura della sponda destra del Primaro. Un altro problema era dato dal Reno, il più importante dei fiumi che si gettavano nell'estesissima rete valliva che andava da Malalbergo fino a Comacchio. Il suo corso nella bassa pianura separava il Ferrarese dal Bolognese e poi (nei suoi ultimi 40 km) il Ferrarese dal Ravennate. Il letto del fiume era troppo stretto per la quantità d'acqua che trasportava, per cui il Reno spagliava frequentemente nelle zone circostanti. Il Reno era il principale tributario della Valle Padusa.
Si pensò più volte di inalvearlo nel Po Grande, oppure nel Po morto di Primaro, dal letto molto più largo. Ciò avrebbe consentito un più rapido deflusso delle acque verso il mare, evitando così lo spagliamento nelle Valli. A causa dei veti reciproci tra le città interessate, l'unica operazione che fu portata a termine nella prima metà del secolo fu la costruzione del Cavo Benedettino, che interessò il solo territorio bolognese. Voluto dal pontefice Benedetto XIV (1740-1758), fu realizzato un canale artificiale di collegamento tra Reno e Po di Primaro, lungo 30 km. Rimanevano irrisolti i problemi riguardanti il tratto del Po di Primaro tra Ferrarese e Ravennate, lungo ben 40 km. In particolare, Ferrara contrastò l'innalzamento dell'arginatura nella parte destra del fiume (quella rivolta verso la Romagna).
Per superare gli egoismi locali fu necessario di nuovo l'intervento diretto del pontefice. Nel 1765 Papa Clemente XIII (successore di Benedetto XIV) approvò l'inalveamento del Reno nel Po morto di Primaro.
I lavori, basati sul progetto dell'abate Giovanni Antonio Lecchi, direttore delle opere idrauliche dello Stato Pontificio, iniziarono nel 1767.
Gli obiettivi da raggiungere furono molteplici ed erano tra loro interrelati:
- immettere le acque dei fiumi appenninici nel Primaro: fino a quel tempo solo il Lamone e il Senio sfociavano nel Primaro; il Sillaro e il Santerno non avevano uno sbocco e spagliavano nelle Valli;
- convogliare le acque basse in modo che si intersecassero (ma non si mescolassero) con le acque alte, e poi fare confluire anch'esse nel Primaro;
- evitare il riflusso delle acque dei fiumi (acque alte) nei canali di scolo (acque basse).

Per finanziare i lavori, Clemente XIII approvò la creazione del «Monte sussidio acque», un fondo che venne finanziato con l'imposizione di una tassa ai possessori dei terreni interessati alla bonifica.
Nel 1772 il Sillaro fu fatto confluire nel Primaro in località Bastia; per il Santerno fu bonificata la Valle di San Bernardino, poi il corso del fiume fu irregimentato in un cavo di 6 km (orientato in direzione sud-nord) e fu fatto confluire anch'esso nel Primaro. Per ultimo, il Reno fu inalveato nel Primaro. Nel 1795 i lavori si poterono definire conclusi. L'opera monumentale ridefinì l'assetto delle pianure ferrarese, romagnola e bolognese e conferì loro una struttura che - con qualche variazione - si è in buona parte conservata fino ad oggi .
- 1872: grande bonificazione ferrarese
- 1878: Valle Gallare e Valle Volta
- 1919: Valle Trebba
- 1929: Valle Ponti
- 1930: Valle Vallona (Mesola)
- 1931: Valle Mantello (Argenta e Portomaggiore)
- 1933: Valle Isola
- 1940: Cassa del Lamone (1ª bonifica)
- 1953: parte di Valle Bertuzzi
- 1958: Valle Pega
- 1958: Valle Giralda
- 1959: Goro
- 1964: Valle del Mezzano (Massa Fiscaglia e Ostellato)
- 1970: Cassa del Lamone (2ª bonifica)
- 1972: parte delle piallasse ravennati

Fonte: Zona paesistica tra Candiano e foce Reno
Nel corso del XIX secolo anche i torrenti Idice e Sillaro e i fiumi Senio e Lamone vennero fatti confluire nel Reno. Successivamente per il Lamone fu scelta un'altra soluzione: il fiume fu fatto sfociare direttamente nel mare Adriatico alcuni km più a sud del Reno stesso.
Galleria d'immagini

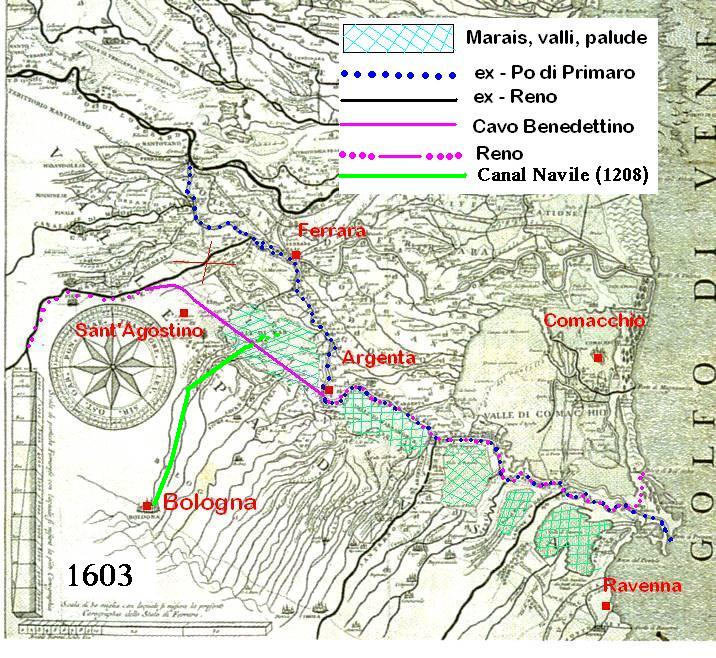
La palude del delta del Po in una Carta del 1603 (Galleria delle Carte presso i Musei Vaticani).
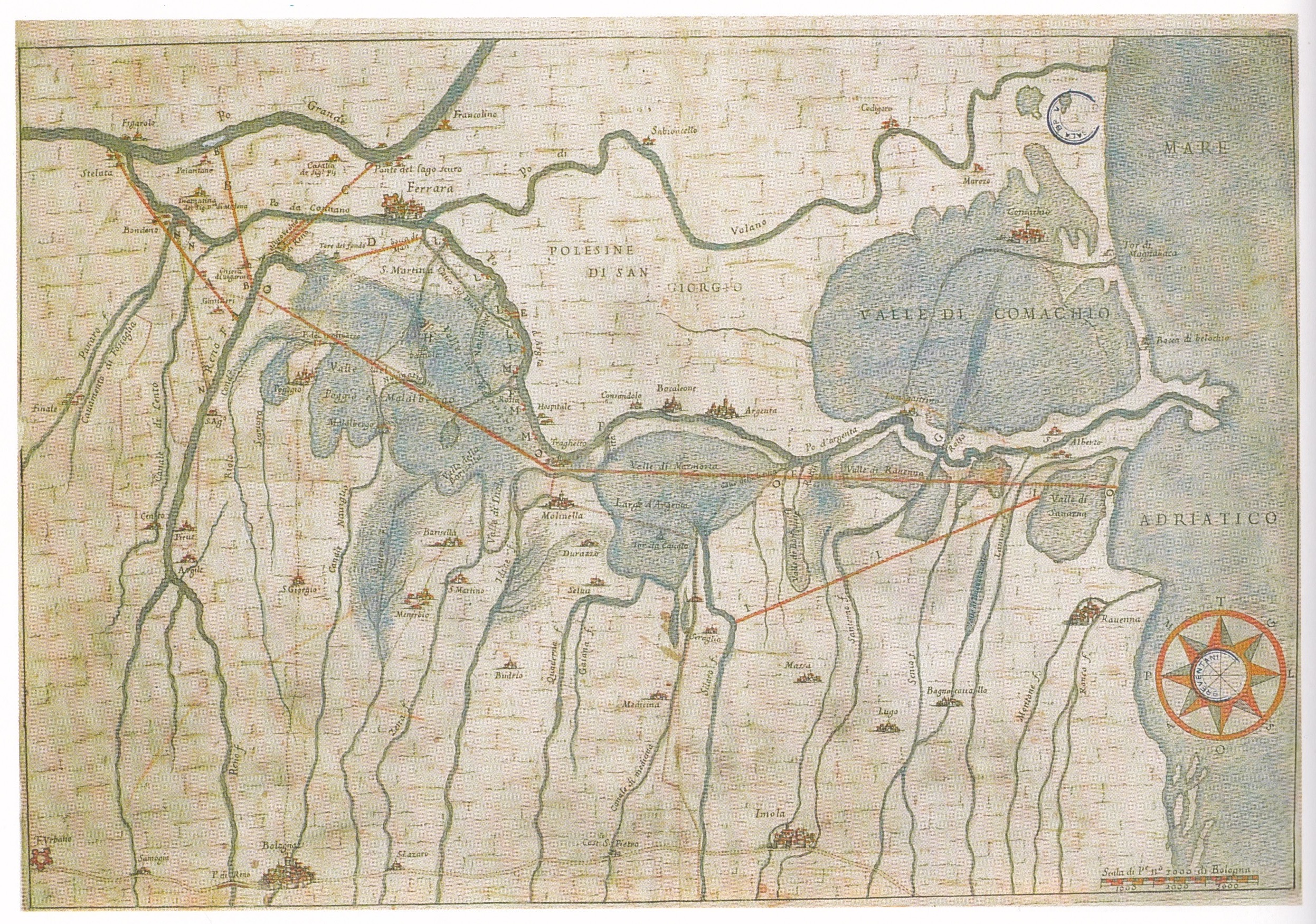
Camillo Saccenti, Sei modi che già furono proposti per la diversione del Reno dalle valli(1682).
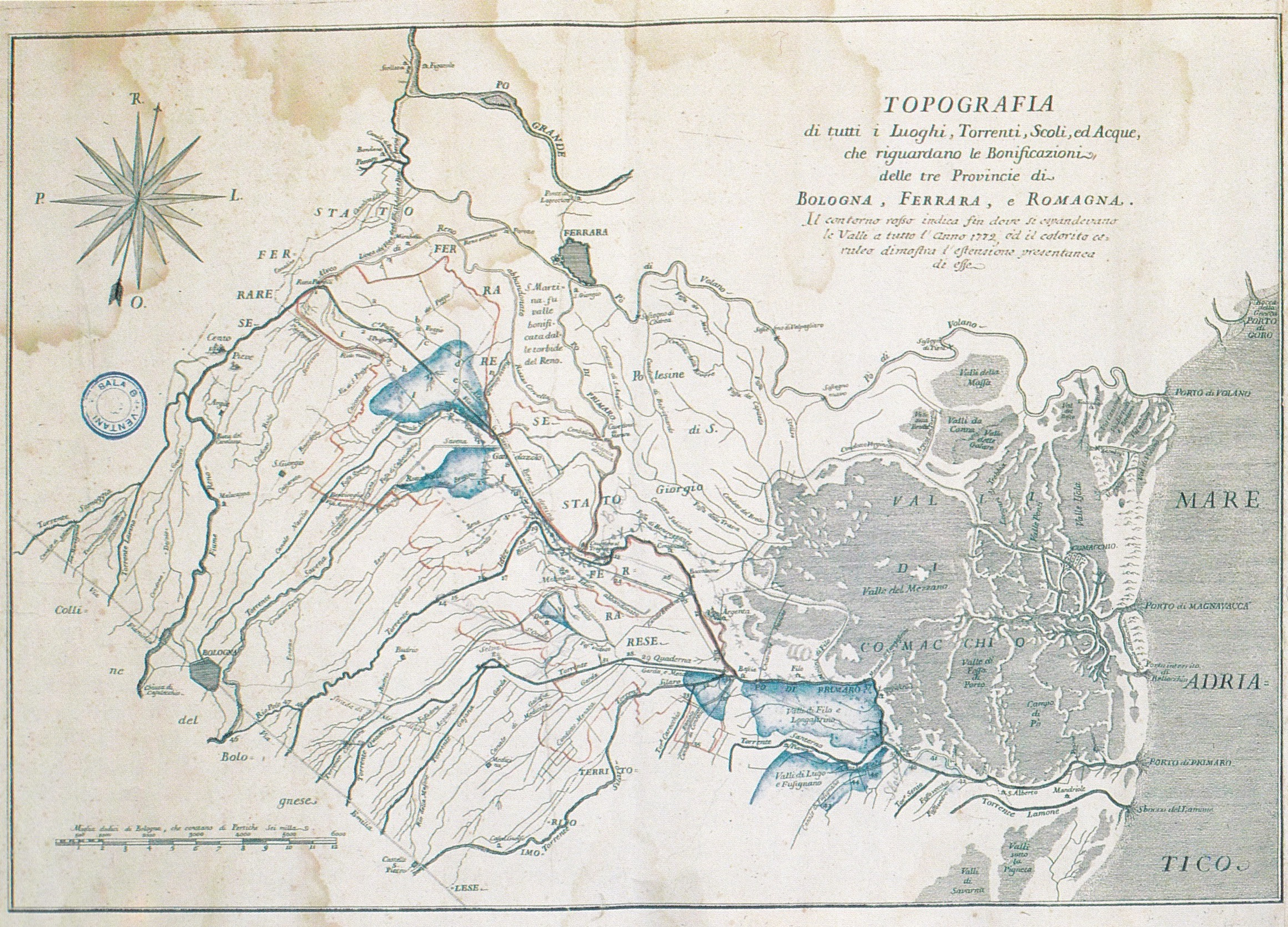
Topografia di tutti i luoghi, torrenti, scoli ed acque che riguardano la bonificazione delle provincie di Bologna, Ferrara e Romagna. Il contorno rosso indica fin dove si espandevano le valli a tutto l'anno 1772; il contorno azzurro mostra l'estensione nel maggio 1776.
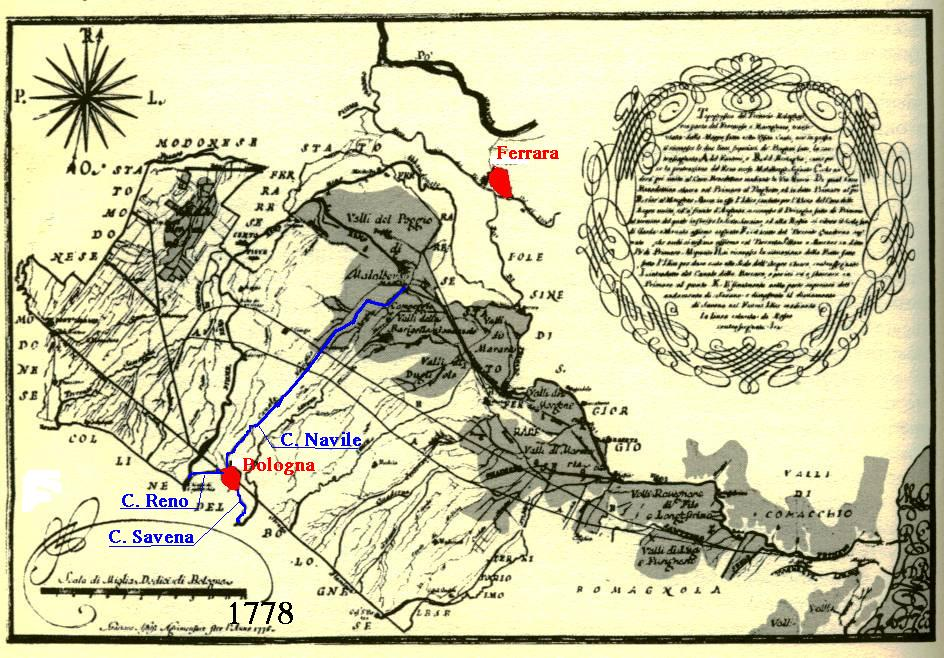
La Valle Padusa ed i canali di Bologna nel 1778.
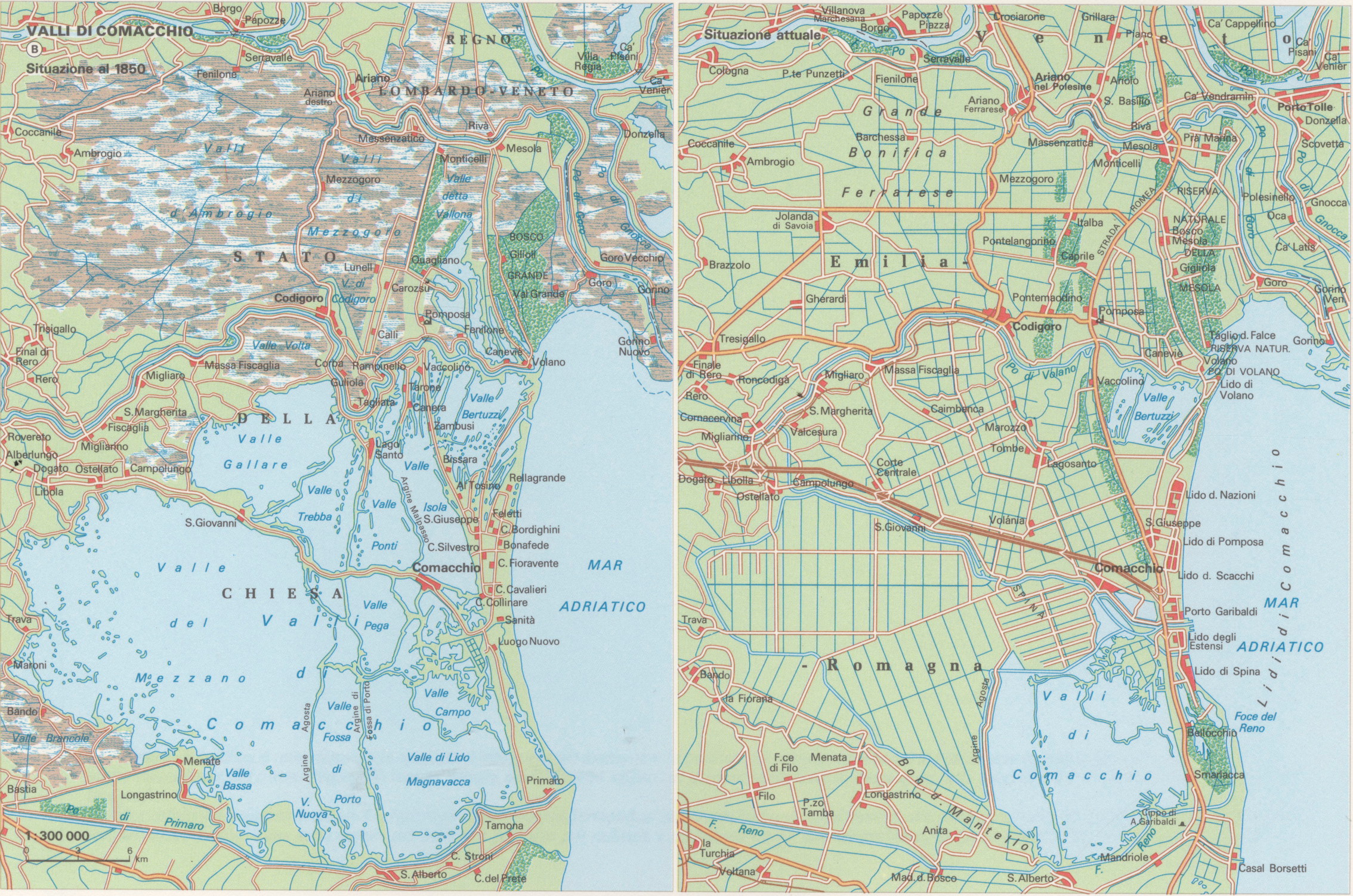
Le valli di Comacchio nel 1850 e nel 1990.

La "riforma Baccarini" (da Alfredo Baccarini, ministro dei lavori pubblici nel periodo 1878-1883), introdusse la possibilità dell'intervento dello Stato centrale nel finanziamento dei lavori di bonifica, nella misura del 60% dell'importo complessivo. Ciò diede un rinnovato impulso agli interventi di risistemazione idrografica nella provincia di Ravenna. Nel 1903 furono avviati i lavori per la realizzazione del Canale di bonifica in Destra Reno: un'opera imponente che raccoglie tutte le acque "basse", che scorrono 3-4 metri più in basso rispetto al Reno, innalzato su un alveo pensile. Come punto di origine venne scelto il canale di scolo Zaniolo, che scorre da Mordano alla Bastia del Po di Primaro. In territorio di Lavezzola il canale in Destra Reno trae le sue acque dallo Zaniolo, scorre parallelamente al Reno e termina la propria corsa dopo 36 km gettandosi nel mare Adriatico utilizzando l'antica foce del Lamone. Il canale, inaugurato nel 1930, contribuì a prosciugare e a mettere a coltura numerosi acquitrini.
Le ultime valli ad essere prosciugate furono Valle Pega (ultimata nel 1955) e la Valle del Mezzano. Quest'ultima venne bonificata grazie alla legge speciale (l. 20 luglio 1957) che finanziò le ultime bonifiche realizzate nel Paese. Il provvedimento consentì di varare nel 1958 il piano generale di bonifica del Mezzano, che venne ultimato nel 1964.

## Aree naturali
Le aree naturali protette situate nei territori dove un tempo si estendeva la Valle Padusa sono nove:
- Parco regionale del Delta del Po
- Riserva naturale Po di Volano
- Riserva naturale orientata Dune Fossili di Massenzatica
- Riserva naturale Dune e isole della Sacca di Gorino
- Riserva naturale Bosco della Mesola
- Riserva naturale Bassa dei Frassini - Balanzetta
- Riserva naturale Sacca di Bellocchio
- Riserva naturale Foce Fiume Reno
- Riserva naturale Destra foce Fiume Reno
- Riserva naturale speciale di Alfonsine